# Lujo Brentano
Ludwig Remigius «Lujo» Brentano (Aschaffenburg, 18 de diciembre de 1844 - Múnich, 9 de septiembre de 1931) fue un economista y reformador social alemán.

## Vida
Lujo Brentano nació en la destacada familia intelectual, católica y originaria de Italia de los Brentano: los hermanos de su padre, Christian Brentano, eran los escritores Clemens Brentano y Bettina von Arnim; su hermano mayor, el filósofo y psicólogo Franz Brentano.
Después de asistir al Gymnasium en Augsburgo y Aschaffenburg, Brentano estudió en las universidades de Dublín, Münster, Múnich, Heidelberg —donde recibió su Dr. iur. en 1866—, Wurzburgo, Gotinga —con un Dr. phil. en 1867— y Berlín —logrando su habilitación como Privatdozent en Economía Política (Nationalökonomie) en 1871—. Durante sus estudios se convirtió en miembro de la AGV München en la Sondershäuser Verband. Fue profesor en las universidades de Breslau (como profesor extraordinario en 1871 y como ordinario en 1873), Estrasburgo (1886-1888), Viena (1888-1889), Leipzig (1889-1891) y, más recientemente, Múnich, donde ejercería entre 1891 y 1916 como catedrático de Economía Política, de Historia Económica y de Finanzas.
En 1874 se casó con Valeska Erbreich (13 de enero de 1851-28 de octubre de 1918). Tuvieron una hija, Sophie, llamada Sissi (1874-1956). En los años siguientes, se unió a Irene Forbes-Mosse; la pareja vivió principalmente en su villa en Prien am Chiemsee.
Brentano era un «socialista de cátedra» (Kathedersozialist) —esto es, reformista y partidario de una «tercera vía» política—, miembro fundador de la Verein für Socialpolitik y un importante representante de la escuela histórica. Aun así, comenzó a utilizar métodos formales, propios de la economía matemática. En sus escritos razonaba, entre otros asuntos, por qué los sindicatos y sus medios de lucha obrera son un elemento constitutivo de la economía de mercado; a su juicio, solo harían más elástica la presión de la oferta a la que están sujetos los trabajadores asalariados. A diferencia de otros socialistas de cátedra, se basó menos en el Estado como instancia protectora de los trabajadores, con especial énfasis en el principio de igualdad de derechos entre las partes del mercado laboral —patronos y trabajadores— a la hora de celebrar convenios colectivos; en este sentido, puede entenderse como un «socioliberal» temprano.

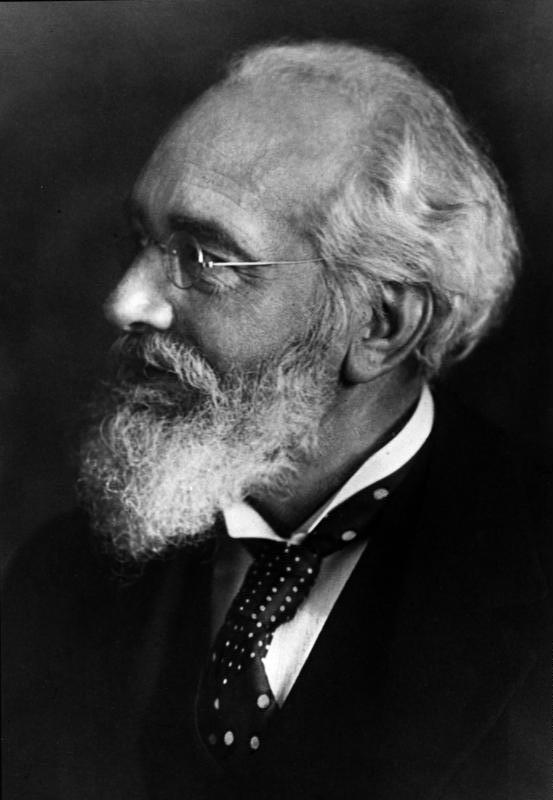
Lujo Brentano, retratado en 1927

Desde 1898 publicó artículos sobre política social y económica a intervalos irregulares en la revista Die Nation, que dirigía Theodor Barth, y desde 1901 también en el semanario Die Hilfe, de Friedrich Naumann. Aunque al principio no se afilió a ningún partido político, ejerció una influencia significativa en la dirección de la política social y económica de la Unión Librepensadora (Freisinniger Vereinigung), de Barth, y la Asociación Nacional Social (Nationalsozialer Verein), de Naumann, a través de sus publicaciones, su correspondencia personal y apariciones como orador invitado en los congresos de partido. Junto con Gerhart von Schulze-Gaevernitz también jugó un papel decisivo en la adhesión de los nacionalsociales de Naumann a la Unión Librepensadora; ambos se unieron al partido después de la exitosa fusión en 1903.
En 1914 Brentano fue uno de los firmantes del Manifiesto de los 93; no obstante, luego se distanció de esta posición con el argumento de que no conocía el texto. Ese mismo año, por su septuagésimo aniversario, recibió un Festschrift. Tras la guerra fue ministro de Economía de la República Soviética de Baviera. En 1928 fue galardonado con la Orden Bávara de Maximiliano para las Ciencias y las Artes.
Lujo Brentano falleció el 9 de septiembre de 1931 en Múnich. Fue enterrado a petición propia en el panteón familiar de los Brentano en el Altstadtfriedhof de Aschaffenburg.

## Repercusión
Su influencia teórica en la economía social de mercado y personal en los principales políticos del período fundacional de la República Federal de Alemania (el presidente Theodor Heuss fue su estudiante y doctorando) difícilmente puede sobrestimarse. Uno de sus estudiantes, el japonés Fukuda Tokuzō (apellidado Fukuda, 1874-1930), llevó parte de sus enseñanzas a Japón. Fukuda llegó a Alemania en 1898, con tres años de estancia, para luego ejercer de profesor en la Escuela de Comercio de Tokio (hoy día la Universidad Hitotsubashi) y en la Universidad de Keiō. Allí se opuso a la influencia del marxismo en las incipientes ciencias sociales y, en este contexto, propició el debate teórico con Kawakami Hajime sobre la naturaleza del capitalismo.
La influencia de Brentano radica más en su papel de maestro y reformador social que de economista. Su autobiografía, escrita en la vejez —por última vez en 1931, a los 86 años—, es quizás su obra más importante.

## Obras (selección)
- Die Arbeitergilden der Gegenwart [Los gremios de trabajadores del presente], 2 vols., Leipzig, Duncker & Humblot, 1871-1872.
- Die „wissenschaftliche“ Leistung des Herrn Ludwig Bamberger. Ein Nachspiel zu meinen „Arbeitergilden der Gegenwart“ [El liderazgo «científico» del señor Ludwig Bamberger. Un posludio a mi Los gremios de trabajadores del presente], Leipzig, Duncker & Humblot, 1873.
- Das Arbeitsverhältnis gemäss dem heutigen Recht: geschichtliche und ökonomische Studien [Las relaciones laborales conforme al actual derecho: estudios históricos y económicos], Leipzig, Duncker & Humblot, 1877.
- Die Arbeiterversicherung gemäss der heutigen Wirtschaftsordnung: geschichtliche und ökonomische Studien [El seguro laboral conforme al actual orden económico: estudos históricos y económicos], Leipzig, Duncker & Humblot, 1879.
- Meine Polemik mit Karl Marx. Zugleich ein Beitrag zur Frage des Fortschritts der Arbeiterklasse und seiner Ursachen [Mi polémica con Karl Marx. Al mismo tiempo un ensayo sobre la cuestión del desarrollo de la clase obrera y sus causas], Berlín, Walther & Apolant, 1890.
- Como editor: Arbeitseinstellungen und Fortbildung des Arbeitsvertrags [Huelgas y perfeccionamiento del contrato de trabajo], Leipzig, Duncker & Humblot, 1890.
- Ethik und Volkswirtschaft in der Geschichte [Ética y economía política en la historia], Múnich, Wolf, 1901.
- Versuch einer Theorie der Bedürfnisse [Ensayo de una teoría de las necesidades], Múnich, Bayerische Akademie der Wissenschaften, 1908.
- Wie studiert man Nationalökonomie [Cómo se estudia economía política], Múnich, Reinhardt, 1919.
- Die Urheber des Weltkriegs [Los artífices de la guerra mundial], Múnich, Drei Masken, 1922.
- Der wirtschaftende Mensch in der Geschichte: gesammelte Reden und Ausätze [El hombre económico en la historia: discursos y ensayos escogidos], Leipzig, Meiner, 1923.
- Konkrete Bedingungen der Volkswirtschaft [Condiciones concretas de economía política], Leipzig, Meiner, 1924.
- Das Wirtschaftsleben der antiken Welt. Vorlesungen gehalten als Einleitung zur Wirtschaftsgeschichte des Mittelalters [La vida económica del mundo antiguo. Lecciones impartidas como introducción a la historia económica de la Edad Media], Jena, Fischer, 1929.
- Mein Leben im Kampf um die soziale Entwicklung Deutschlands [Mi vida en la lucha por el desarrollo social de Alemania], Jena, Eugen Diederichs, 1931.
- Der tätige Mensch und die Wissenschaft von der Wirtschaft. Schriften zur Volkswirtschaftslehre und Sozialpolitik (1877–1924) [El hombre activo y la ciencia de la economía. Escritos sobre lecciones de economía política y política social (1877-1924)], editado e introducido por Richard Bräu y Hans G. Nutzinger, Marburgo, Metropolis, 2006.

### Obras coetáneas
- Brentano, Lujo (1931). Mein Leben im Kampf um die soziale Entwicklung Deutschlands. Jena: Eugen Diederichs.
- Engels, Friedrich (1891). In Sachen Brentano contra Marx wegen angeblicher Citatsfälschung: Geschichtserzählung und Dokumente. Hamburgo: Otto von Meissner.
- Grübel, Otto (1914). Sondershäuser Verband Deutscher Studenten-Gesangvereine (SV): Kartelladreßbuch. Stand vom 1. März 1914. Múnich.
- Marx, Eleonor (1894-1895). «Wie Lujo Brentano zitirt». Die Neue Zeit 9: 260-266. (enlace roto disponible en Internet Archive; véase el historial, la primera versión y la última).
- VV. AA. (1916). Festschrift für Lujo Brentano zum siebzigsten Geburtstag. Múnich-Leipzig: Duncker & Humblot.

### Obras historiográficas
- Eckhard, Hansen; Tennstedt, Florian (2010). «Brentano, Ludwig Remigius Lujo». Biographisches Lexikon zur Geschichte der deutschen Sozialpolitik 1871 bis 1945. Sozialpolitiker im Deutschen Kaiserreich 1871 bis 1918 1. Kassel: Universität Kassel. pp. 23-24. ISBN 978-3-86219-038-6.
- Lehnert, Detlef (2012). «Lujo Brentano als politisch-ökonomischer Klassiker des modernen Sozialliberalismus».  En Detlef Lehnert, ed. Sozialliberalismus in Europa. Herkunft und Entwicklung im 19. und frühen 20. Jahrhundert. Viena: Böhlau. pp. 111-134.
- Nutzinger, Hans G. (2008). «Ideen einer nicht-paternalistischen Sozialpolitik. Lujo Brentano und Alfred Weber».  En Institut für Wirtschaftsforschung Halle (IWH), ed. 60 Jahre Soziale Marktwirtschaft in einer globalisierten Welt. Drittes Forum Menschenwürdige Wirtschaftsordnung. Halle: IWH. pp. 115-140.
- Seehan, James J. (1982). «Lujo Brentano».  En Hans-Ulrich Wehler, ed. Deutsche Historiker 8. Göttingen: Vandenhoeck und Ruprecht. pp. 24-39.
- Seewald, Michael (2010). Lujo Brentano und die Ökonomien der Moderne. Wissenschaft als Erzählung, Empirie und Theorie in der deutschen ökonomischen Tradition (1871–1931). Marburgo: Metropolis. ISBN 978-3-89518-829-9.
- Stremmel, Ralf; Tennstedt, Florian; Fleckenstein, Gisela (2006). Quellensammlung zur Geschichte der deutschen Sozialpolitik 1867 bis 1914. I. Abteilung: Von der Reichsgründungszeit bis zur Kaiserlichen Sozialbotschaft (1867–1881): Grundfragen der Sozialpolitik in der öffentlichen Diskussion: Kirchen, Parteien, Vereine und Verbände 8. Darmstadt.
- Strohmeyr, Armin (2006). Die Frauen der Brentanos. Porträts aus drei Jahrhunderten. Berlín: Claassen. ISBN 9783546003896.
- Tiefelstorf, Otto (1973)  Die sozialpolitischen Vorstellungen Lujo Brentanos  (disertación).  Colonia: Universität zu Köln.  (Contiene una lista de trabajos y bibliografía secundaria en pp. 194-235).
- Wegner, Konstanze (1968). Theodor Barth und die Freisinnige Vereinigung. Studien zur Geschichte des Linksliberalismus im wilhelminischen Deutschland. Tubinga: Mohr Siebeck.
- Zahn, Friedrich (1955). «Brentano, Lujo (Ludwig Josef)». Neue Deutsche Biographie (NDB) (en alemán) 2. Berlín: Duncker & Humblot. pp. 596-597; (texto completo en línea).